# Anterolaterales Ligament
Das Anterolaterale Ligament (ALL) (lat. Ligamentum anterolaterale) ist ein Band auf der Außenseite des menschlichen Knies, zwischen Oberschenkelknochen und Schienbein. Das Band entspringt neben dem Außenband am seitlichen Epikondylus des Oberschenkelknochens, wobei einige Fasern vom proximalen Ansatz des Außenbandes entspringen. Es ist mit dem Außenmeniskus verbunden, jedoch ziehen regelhaft die Arteria und Vena genicularis inferior externa zwischen Außenmeniskus und ALL durch. Das Band verläuft dann breiter werdend schräg nach vorne unten und setzt an der nach vorne außen (anterolateral) gerichteten Fläche des Schienbeinkopfes an. Dort besteht eine kleine Vertiefung (Recessus tibialis lateralis), die deutlich hinter dem Tuberculum Gerdy liegt, dem Ansatz des Tractus iliotibialis.
Die Bedeutung und Eigenständigkeit des Bandes waren lange umstritten. Es soll das Kniegelenk seitlich stabilisieren, ein Riss des Bandes zusammen mit dem vorderen Kreuzband könnte eine Ursache für das Pivot-Shift-Phänomen sein. Es ist besonders bei 30°-90° Kniebeugung ein kräftiger Kniestabilisator gegen eine Innenrotation.
Die Chirurgen Steven Claes und Johan Belleman der belgischen Universität Löwen publizierten die Entdeckung des Bandes im August 2013 in der Fachzeitschrift „Journal of Anatomy“. Bei einer retrospektiven Untersuchung von 351 Kernspintomographien von Kniegelenken, bei denen ein vorderer Kreuzbandriss operativ versorgt worden war, fand die belgische Arbeitsgruppe ein ALL in 206 Knien (76 %), wobei durch den schrägen Verlauf die Darstellung in den üblichen Kernspintomographie-Schnitten schwierig ist. Davon waren 44 Bänder unverletzt (21 %), und 162 Bänder (79 %) gerissen. In der Mehrzahl der Fälle war der Riss am distalen Ende lokalisiert (78 %), nur in 20 % proximal. Und nur in drei Knien (2 %) fand sich die als Segond-Fraktur bezeichnete knöcherne Ausrissfraktur.
Der französische Chirurg Paul Ferdinand Segond beschrieb das Band 1879 bereits als „perlmuttfarbenes, resistentes, fibröses Band“, die knöcherne Ausrissfraktur des Bandes ist nach ihm als Segond-Fraktur bezeichnet. Auch der Schweizer Kniechirurg Werner Müller beschrieb 1982 im Handbuch „Das Knie“ das Band als „Lig. femorotibiale anterius“.